# Brasema hetricki
Brasema hetricki är en stekelart som först beskrevs av Burks 1964.  Brasema hetricki ingår i släktet Brasema och familjen hoppglanssteklar. Inga underarter finns listade.